# 稲森しほり
稲森 しほり（いなもり しおり、1986年7月14日 - ）は、日本のAV女優、元ストリッパー。ストリップの所属は東洋ショー劇場、当初のAVの所属事務所はJ-MAXだった。2010年7月に「芦名 未帆」（あしな みほ）名義でAVに再デビューしている。
出身地：新潟県。身長：161cm。スリーサイズ：B90（Gカップ）・W58・H90。趣味、特技：料理。

## 略歴
2005年
2月1日、ストリップにデビュー。
7月22日発売の『着萌え』で、MAX-AよりAVデビュー。
2006年
10月28日、マキシングブログで「稲森しほりブログ」を開始（13日に開設告知。2007年12月28日まで）。
2007年
12月28日、サンクマガジン・ドット・コムで「稲森しほりオフィシャルブログ」を開始（3日に開設告知、27日はテスト。2008年8月5日が最終更新）。
2008年
8月5日付のサンクマガジンのブログ（最終更新）で、ストリップからの引退を表明した。
2009年
5月1日発売の『稲森しほりの童貞くん、いらっしゃ～い!』（アイデアポケット）が、稲森しほりとしての事実上の最終作となった（以後の作品は再編集、総集編）。
2010年
7月13日発売の『絶品フェラチオお姉さん 芦名未帆』で、「芦名 未帆」（あしな みほ、1986年11月11日生、秋田県出身）と改名してMOODYZよりAVに再デビューする。

## 作品

### アダルトビデオ

#### 稲森しほり 名義
2005年
- 着萌え（7月22日、MAX-A）
- 曲線美人（8月22日、MAX-A）
- 蜘蛛女（9月23日、MAX-A）
- 不法侵乳 21（10月25日、MAX-A）
- 裏・稲森しほり（11月25日、MAX-A）

2006年
- 密着・セクシー病棟24時（1月24日、MAX-A）…共演：吉沢明歩
- 24時間まるごと稲森しほり（3月19日、宇宙企画）
- ピタ・コス（4月30日、宇宙企画）
- 堕天使X（5月19日、宇宙企画）
- 猥褻MAX（6月16日、宇宙企画）
- セル初 美貌乳拘束変態責め～美乳女の拘束悶絶FUCK（11月16日、マキシング）
- 拘束悶悶 変態惡魔學園（12月16日、マキシング）

2007年
- FU-ZOKU CHANNEL 01 （1月16日、マキシング）
- Mの痴劇 （2月16日、マキシング）
- Sex Athletics （3月16日、マキシング）
- new NUDE 08 ［稲森しほり］ （3月25日、Shuffle）
- 拘束悶悶 変態惡魔學園 稲森しほり （4月2日、マキシング）
- 激!F-CUPハイレグMAX （4月16日、マキシング）
- 稲森しほり the BEST （10月2日、マキシング）

2008年
- Venus NUDE:FILE2 （1月15日、フォーエバー）…他出演：小澤マリア、松島かえで、今野梨乃
- PERFECT BODY SEX （3月1日、アイデアポケット）
- 隣の若奥様は癒し美乳教師 （4月1日、アイデアポケット）
- ムチムチッ! 巨乳だけでイイ! （5月16日、マキシング）
- 美裸体とネットリSEX三昧 （10月1日、アイデアポケット）
- 美乳ナースは流し目おもらしアイドル （11月1日、アイデアポケット）
- 究極の尻フェチマニアックス （12月1日、アイデアポケット）

2009年
- 美乳スパイのザーメン調査 （1月1日、アイデアポケット）
- マイッチングしほり先生! （2月1日、アイデアポケット）
- 美乳若奥様はSEX大好き実業家女子高生 （3月1日、アイデアポケット）
- ザーメン☆パラダイス （4月1日、アイデアポケット）
- 稲森しほりの童貞くん、いらっしゃ～い! （5月1日、アイデアポケット）
- このナイスバディがスゴイ! （6月16日、マキシング）
- いな盛り ～稲森しほり てんこもりBEST～ （9月1日、アイデアポケット）
- 稲森セレクション2009 稲森しほり （9月1日、アイデアポケット）
- 稲森しほり DUAL BOX 8時間 （10月16日、マキシング）

2011年
- いな盛り やり盛り 稲森しほり （2月1日、アイデアポケット）

2012年
- 稲森しほり、他を圧倒するパーフェクトBODYを愛しまくる29本番 （12月16日、マキシング）※女優ベスト

#### 芦名未帆 名義
2010年
- 絶品フェラチオお姉さん 芦名未帆 （7月13日、MOODYZ）
- 未帆先生の感じるイラマ授業 芦名未帆 （8月13日、MOODYZ）
- 夢の共演×解禁 接吻レズビアン （9月13日、MOODYZ）共演:里美ゆりあ
- 夫に売られた奴隷人妻 芦名未帆 （10月13日、MOODYZ）
- キス魔ナースの接吻看護 芦名未帆 （11月13日、MOODYZ）
- イヤと言えないごっくんOL 芦名未帆 （12月13日、MOODYZ）

2011年
- 最高のオナニーのために （1月1日、MOODYZ）
- 強制男潮吹かせクリニックVol.3 （2月13日、MOODYZ）
- 1日10回射精しても止まらないオーガズムSEX 芦名未帆 （3月1日、MOODYZ）
- 美しいOLの下品なガニ股SEX 芦名未帆 （4月1日、MOODYZ）
- セックスより気持ちいいフェラチオ 芦名未帆 （5月1日、MOODYZ）
- TOKYO25時 Vol.03 （6月1日、プレステージ）
- 作家 覚醒 芦名未帆 （7月7日、アタッカーズ）
- 人妻不倫温泉08 （7月12日、プレステージ）
- 妻の目の前で犯されて… 芦名未帆 （7月15日、ワープエンタテインメント）
- 欲張り主婦の性衝動04 （7月21日、プレステージ）
- 夫の目の前で犯されて- 侵入者12 芦名未帆 （8月7日、アタッカーズ）
- 芦名未帆 8時間BEST （8月13日、MOODYZ）
- ツン顔でイキガマンするオンナ教師 芦名未帆 （8月15日、ワープエンタテインメント）
- 親族相姦 きれいな叔母さん 芦名未帆 （8月19日、VENUS）
- 人妻いそぎんちゃく 甘え上手な人妻 みほ 芦名未帆 （9月7日、桃太郎映像出版）
- 夢の共演×解禁 接吻レズビアン 里美ゆりあ、芦名未帆 （9月13日、MOODYZ）
- あなた、ごめんね… 義兄を愛してしまった私 芦名未帆 （9月16日、タカラ映像）
- 近親相姦 家事もSEXも母は一生懸命 芦名未帆 （10月1日、VENUS）
- チクビ快感伝道師 芦名未帆 （11月5日、ワープエンタテインメント）
- 奴隷捜査官 外伝 獣たちの性奴隷 芦名未帆 （11月7日、アタッカーズ）
- 女スパイお女虎 悲しみの大陰唇 芦名未帆 （11月25日、Fantasista）
- 「夫が留守だから…」 自宅でAV出演する露出美人妻 （12月9日、アップス）
- メガフェラチオ ～デカチンを喉奥まで咥え込む女～ 07 （12月23日、ケイ・エム・プロデュース）
- Shangri-la MIHO （12月25日、Fantasista）

2012年
- パーフェクトボディ×極太ディルドー調教絶頂エクスタシー（1月19日、CROSS）
- 下着泥棒 人妻囮捜査員（1月25日、マドンナ）
- 義母奴隷（2月13日、溜池ゴロー）
- 淫語痴女 寸止め・見下し・言葉責め中毒の女（2月19日、ドグマ）
- 淫乱お姉さま中出し乱交の会（2月19日、乱丸）
- 義父に犯されて… 美嫁いぢり（2月25日、マドンナ）
- 早漏チ○ポを鍛え上げる凄テク（3月23日、EROTICA）
- 哀しみの未亡人奴隷（6月7日、アタッカーズ）
- 花魁撫子でありんす 花魁3号（6月22日、ONE DA FULL）
- 人妻監禁飼育 拉致されて犯され続けた美人妻の悲痛な叫び（6月25日、マドンナ）
- 欲情連鎖 心優しき人妻の涙…（7月7日、アタッカーズ）
- 家庭教師未帆先生の中出し授業（8月7日、BeFree）
- 堕ちた人妻歯科助手 ～嫁の身体を弄ぶ義父の羞恥診察凌辱～（8月25日、マドンナ）
- 濡れた髪を初めて見せてくれた君 ＃14（10月26日、ONE DA FULL）
- THE BEST OF 芦名未帆（11月7日、アタッカーズ）※女優ベスト

2013年
- ドキュメント現役女教師（3月7日、BeFree）
- あなた、許して…。-さびしんぼう-（3月7日、アタッカーズ）
- 女医、美浜妙子の転落 情婦になった美人コメンテーター（4月7日、アタッカーズ）